# 维拉诺瓦别莱塞
维拉诺瓦别莱塞（義大利語：Villanova Biellese），是意大利比耶拉省的一个市镇。总面积7平方公里，人口193人，人口密度27.6人/平方公里（2009年）。ISTAT代码为096079。